# 2010-es Formula–1 belga nagydíj
A belga nagydíj volt a 2010-es Formula–1 világbajnokság tizenharmadik futama, amelyet 2010. augusztus 27. és augusztus 29. között rendeztek meg a belgiumi Circuit de Spa-Francorchampson, Spában.

## Szabadedzések

### Első szabadedzés
A belga nagydíj első szabadedzését augusztus 27-én, pénteken tartották.
| Helyezés | Versenyző          | Csapat/Motor         | Elért idő | Különbség | Futott kör |
| -------- | ------------------ | -------------------- | --------- | --------- | ---------- |
| 1        | Fernando Alonso    | Ferrari              | 2:00,797  | −         | 17         |
| 2        | Lewis Hamilton     | McLaren-Mercedes     | 2:01,567  | + 0,770   | 7          |
| 3        | Robert Kubica      | Renault              | 2:02,081  | + 1,284   | 14         |
| 4        | Sebastian Vettel   | Red Bull-Renault     | 2:02,450  | + 1,653   | 11         |
| 5        | Adrian Sutil       | Force India-Mercedes | 2:02,646  | + 1,849   | 14         |
| 6        | Jenson Button      | McLaren-Mercedes     | 2:02,913  | + 2,116   | 6          |
| 7        | Mark Webber        | Red Bull-Renault     | 2:02,926  | + 2,129   | 11         |
| 8        | Kobajasi Kamui     | Sauber-Ferrari       | 2:03,401  | + 2,604   | 17         |
| 9        | Rubens Barrichello | Williams-Cosworth    | 2:03,424  | + 2,627   | 7          |
| 10       | Michael Schumacher | Mercedes             | 2:03,489  | + 2,692   | 9          |
| 11       | Felipe Massa       | Ferrari              | 2:03,601  | + 2,804   | 17         |
| 12       | Nico Hülkenberg    | Williams-Cosworth    | 2:03,649  | + 2,852   | 17         |
| 13       | Nico Rosberg       | Mercedes             | 2:03,654  | + 2,857   | 6          |
| 14       | Pedro de la Rosa   | Sauber-Ferrari       | 2:03,851  | + 3,054   | 17         |
| 15       | Vitantonio Liuzzi  | Force India-Mercedes | 2:04,145  | + 3,348   | 12         |
| 16       | Jaime Alguersuari  | Toro Rosso-Ferrari   | 2:04,250  | + 3,453   | 16         |
| 17       | Vitalij Petrov     | Renault              | 2:04,690  | + 3,893   | 15         |
| 18       | Sébastien Buemi    | Toro Rosso-Ferrari   | 2:05,680  | + 4,883   | 6          |
| 19       | Timo Glock         | Virgin-Cosworth      | 2:05,697  | + 4,900   | 18         |
| 20       | Lucas di Grassi    | Virgin-Cosworth      | 2:06,695  | + 5,898   | 14         |
| 21       | Jarno Trulli       | Lotus-Cosworth       | 2:07,189  | + 6,392   | 15         |
| 22       | Bruno Senna        | HRT-Cosworth         | 2:07,737  | + 6,940   | 13         |
| 23       | Heikki Kovalainen  | Lotus-Cosworth       | 2:07,955  | + 7,158   | 15         |
| 24       | Jamamoto Szakon    | HRT-Cosworth         | 2:10,507  | + 9,710   | 18         |

### Második szabadedzés
A belga nagydíj második szabadedzését augusztus 27-én, pénteken tartották.
| Helyezés | Versenyző          | Csapat/Motor         | Elért idő | Különbség | Futott kör |
| -------- | ------------------ | -------------------- | --------- | --------- | ---------- |
| 1        | Fernando Alonso    | Ferrari              | 1:49,032  | −         | 25         |
| 2        | Adrian Sutil       | Force India-Mercedes | 1:49,157  | + 0,125   | 17         |
| 3        | Lewis Hamilton     | McLaren-Mercedes     | 1:49,248  | + 0,216   | 14         |
| 4        | Robert Kubica      | Renault              | 1:49,282  | + 0,250   | 20         |
| 5        | Felipe Massa       | Ferrari              | 1:49,588  | + 0,556   | 23         |
| 6        | Sebastian Vettel   | Red Bull-Renault     | 1:49,689  | + 0,657   | 19         |
| 7        | Jenson Button      | McLaren-Mercedes     | 1:49,755  | + 0,723   | 20         |
| 8        | Pedro de la Rosa   | Sauber-Ferrari       | 1:50,081  | + 1,049   | 27         |
| 9        | Rubens Barrichello | Williams-Cosworth    | 1:50,128  | + 1,096   | 22         |
| 10       | Kobajasi Kamui     | Sauber-Ferrari       | 1:50,200  | + 1,168   | 24         |
| 11       | Vitalij Petrov     | Renault              | 1:50,251  | + 1,219   | 24         |
| 12       | Michael Schumacher | Mercedes             | 1:50,341  | + 1,309   | 23         |
| 13       | Nico Rosberg       | Mercedes             | 1:50,382  | + 1,350   | 21         |
| 14       | Jaime Alguersuari  | Toro Rosso-Ferrari   | 1:50,682  | + 1,650   | 25         |
| 15       | Nico Hülkenberg    | Williams-Cosworth    | 1:50,831  | + 1,799   | 20         |
| 16       | Vitantonio Liuzzi  | Force India-Mercedes | 1:51,520  | + 2,488   | 17         |
| 17       | Sébastien Buemi    | Toro Rosso-Ferrari   | 1:51,523  | + 2,491   | 25         |
| 18       | Mark Webber        | Red Bull-Renault     | 1:51,636  | + 2,604   | 19         |
| 19       | Heikki Kovalainen  | Lotus-Cosworth       | 1:53,480  | + 4,448   | 15         |
| 20       | Jarno Trulli       | Lotus-Cosworth       | 1:53,639  | + 4,607   | 21         |
| 21       | Lucas di Grassi    | Virgin-Cosworth      | 1:54,325  | + 5,293   | 17         |
| 22       | Bruno Senna        | HRT-Cosworth         | 1:55,751  | + 6,719   | 24         |
| 23       | Jamamoto Szakon    | HRT-Cosworth         | 1:56,039  | + 7,007   | 21         |
| 24       | Timo Glock         | Virgin-Cosworth      | 2:03,179  | + 14,147  | 3          |

### Harmadik szabadedzés
A belga nagydíj harmadik szabadedzését augusztus 28-án, szombaton tartották.
| Helyezés | Versenyző          | Csapat/Motor         | Elért idő | Különbség | Futott kör |
| -------- | ------------------ | -------------------- | --------- | --------- | ---------- |
| 1        | Mark Webber        | Red Bull-Renault     | 1:46,106  | −         | 10         |
| 2        | Lewis Hamilton     | McLaren-Mercedes     | 1:46,223  | + 0,117   | 17         |
| 3        | Sebastian Vettel   | Red Bull-Renault     | 1:46,396  | + 0,290   | 12         |
| 4        | Jenson Button      | McLaren-Mercedes     | 1:46,397  | + 0,291   | 17         |
| 5        | Robert Kubica      | Renault              | 1:46,492  | + 0,386   | 17         |
| 6        | Fernando Alonso    | Ferrari              | 1:46,627  | + 0,521   | 11         |
| 7        | Felipe Massa       | Ferrari              | 1:46,962  | + 0,856   | 10         |
| 8        | Adrian Sutil       | Force India-Mercedes | 1:47,064  | + 0,958   | 15         |
| 9        | Nico Hülkenberg    | Williams-Cosworth    | 1:47,160  | + 1,054   | 16         |
| 10       | Kobajasi Kamui     | Sauber-Ferrari       | 1:47,296  | + 1,190   | 17         |
| 11       | Pedro de la Rosa   | Sauber-Ferrari       | 1:47,388  | + 1,282   | 15         |
| 12       | Vitalij Petrov     | Renault              | 1:47,406  | + 1,300   | 15         |
| 13       | Rubens Barrichello | Williams-Cosworth    | 1:47,512  | + 1,406   | 14         |
| 14       | Michael Schumacher | Mercedes             | 1:47,695  | + 1,589   | 16         |
| 15       | Nico Rosberg       | Mercedes             | 1:47,837  | + 1,731   | 9          |
| 16       | Sébastien Buemi    | Toro Rosso-Ferrari   | 1:47,905  | + 1,799   | 20         |
| 17       | Jaime Alguersuari  | Toro Rosso-Ferrari   | 1:47,981  | + 1,875   | 18         |
| 18       | Vitantonio Liuzzi  | Force India-Mercedes | 1:48,692  | + 2,586   | 8          |
| 19       | Jarno Trulli       | Lotus-Cosworth       | 1:50,600  | + 4,494   | 14         |
| 20       | Bruno Senna        | HRT-Cosworth         | 1:51,133  | + 5,027   | 9          |
| 21       | Heikki Kovalainen  | Lotus-Cosworth       | 1:51,384  | + 5,278   | 14         |
| 22       | Lucas di Grassi    | Virgin-Cosworth      | 1:51,517  | + 5,411   | 13         |
| 23       | Timo Glock         | Virgin-Cosworth      | 1:51,669  | + 5,563   | 10         |
| 24       | Jamamoto Szakon    | HRT-Cosworth         | 1:52,001  | + 5,895   | 13         |

## Időmérő edzés
A belga nagydíj időmérő edzése augusztus 28-án, szombaton, közép-európai idő szerint 14:00-kor kezdődött.
| Helyezés | Versenyző          | Csapat/Motor         | 1. rész    | 2. rész  | 3. rész  |
| -------- | ------------------ | -------------------- | ---------- | -------- | -------- |
| 1        | Mark Webber        | Red Bull-Renault     | 1:57.352   | 1:47.253 | 1:45.778 |
| 2        | Lewis Hamilton     | McLaren-Mercedes     | 1:56.706   | 1:46.211 | 1:45.863 |
| 3        | Robert Kubica      | Renault              | 1:56.041   | 1:47.320 | 1:46.100 |
| 4        | Sebastian Vettel   | Red Bull-Renault     | 1:58.487   | 1:47.245 | 1:46.127 |
| 5        | Jenson Button      | McLaren-Mercedes     | 1:57.981   | 1:46.790 | 1:46.206 |
| 6        | Felipe Massa       | Ferrari              | 1:58.323   | 1:47.322 | 1:46.314 |
| 7        | Rubens Barrichello | Williams-Cosworth    | 1:55.757   | 1:47.797 | 1:46.602 |
| 8        | Adrian Sutil       | Force India-Mercedes | 1:58.730   | 1:47.292 | 1:46.659 |
| 9        | Nico Hülkenberg    | Williams-Cosworth    | 1:55.442   | 1:47.821 | 1:47.053 |
| 10       | Fernando Alonso    | Ferrari              | 1:57.023   | 1:47.544 | 1:47.441 |
| 11[1]    | Michael Schumacher | Mercedes             | 1:56.313   | 1:47.874 |          |
| 12[2]    | Nico Rosberg       | Mercedes             | 1:54.826   | 1:47.885 |          |
| 13       | Jaime Alguersuari  | Toro Rosso-Ferrari   | 1:58.944   | 1:48.267 |          |
| 14       | Vitantonio Liuzzi  | Force India-Mercedes | 2:01.102   | 1:48.680 |          |
| 15[3]    | Sébastien Buemi    | Toro Rosso-Ferrari   | 2:00.386   | 1:49.209 |          |
| 16       | Heikki Kovalainen  | Lotus-Cosworth       | 2:01.343   | 1:50.980 |          |
| 17[3]    | Timo Glock         | Virgin-Cosworth      | 2:01.316   | 1:52.049 |          |
| 18       | Jarno Trulli       | Lotus-Cosworth       | 2:01.491   |          |          |
| 19       | Kobajasi Kamui     | Sauber-Ferrari       | 2:02.284   |          |          |
| 20       | Bruno Senna        | HRT-Cosworth         | 2:03.612   |          |          |
| 21       | Jamamoto Szakon    | HRT-Cosworth         | 2:03.941   |          |          |
| 22[4]    | Pedro de la Rosa   | Sauber-Ferrari       | 2:05.294   |          |          |
| 23       | Lucas di Grassi    | Virgin-Cosworth      | 2:18.754   |          |          |
| 24       | Vitalij Petrov     | Renault              | idő nélkül |          |          |

Megjegyzés:'
- ↑ 1:  — Michael Schumacher a magyar nagydíj után kapott tízhelyes rajtbüntetést kapott veszélyes manőver miatt.
- ↑ 2:  — Nico Rosberg öthelyes rajtbüntetést kapott váltócsere miatt.
- ↑ 3:  Sébastien Buemi és Timo Glock öthelyes rajtbüntetést kaptak Nico Rosberg, illetve Szakon Jamamoto feltartása miatt.
- ↑ 4:  — Pedro de la Rosa éves motorlimit túllépése miatt tízhelyes rajtbüntetést kapott.

## Futam
A belga nagydíj futama augusztus 29-én, vasárnap, közép-európai idő szerint 14:00 órakor rajtolt.
| Helyezés | Rajtszám | Versenyző          | Csapat/Motor         | Futott kör | Idő/Kiesés oka | Rajthely | Pont |
| -------- | -------- | ------------------ | -------------------- | ---------- | -------------- | -------- | ---- |
| 1        | 2        | Lewis Hamilton     | McLaren-Mercedes     | 44         | 1:29.04.268    | 2        | 25   |
| 2        | 6        | Mark Webber        | Red Bull-Renault     | 44         | +1.571         | 1        | 18   |
| 3        | 11       | Robert Kubica      | Renault              | 44         | +3.493         | 3        | 15   |
| 4        | 7        | Felipe Massa       | Ferrari              | 44         | +8.264         | 6        | 12   |
| 5        | 14       | Adrian Sutil       | Force India-Mercedes | 44         | +9.094         | 8        | 10   |
| 6        | 4        | Nico Rosberg       | Mercedes             | 44         | +12.359        | 14       | 8    |
| 7        | 3        | Michael Schumacher | Mercedes             | 44         | +15.548        | 21       | 6    |
| 8        | 23       | Kobajasi Kamui     | Sauber-Ferrari       | 44         | +16.678        | 17       | 4    |
| 9        | 12       | Vitalij Petrov     | Renault              | 44         | +23.851        | 23       | 2    |
| 10       | 15       | Vitantonio Liuzzi  | Force India-Mercedes | 44         | +34.831        | 12       | 1    |
| 11       | 22       | Pedro de la Rosa   | Sauber-Ferrari       | 44         | +36.019        | 24       |      |
| 12       | 16       | Sébastien Buemi    | Toro Rosso-Ferrari   | 44         | +39.815        | 16       |      |
| 13[1]    | 17       | Jaime Alguersuari  | Toro Rosso-Ferrari   | 44         | +49.457        | 11       |      |
| 14       | 10       | Nico Hülkenberg    | Williams-Cosworth    | 43         | +1 kör         | 9        |      |
| 15       | 5        | Sebastian Vettel   | Red Bull-Renault     | 43         | +1 kör         | 4        |      |
| 16       | 19       | Heikki Kovalainen  | Lotus-Cosworth       | 43         | +1 kör         | 13       |      |
| 17       | 25       | Lucas di Grassi    | Virgin-Cosworth      | 43         | +1 kör         | 22       |      |
| 18       | 24       | Timo Glock         | Virgin-Cosworth      | 43         | +1 kör         | 20       |      |
| 19       | 18       | Jarno Trulli       | Lotus-Cosworth       | 43         | +1 kör         | 15       |      |
| 20       | 20       | Jamamoto Szakon    | HRT-Cosworth         | 42         | +2 kör         | 19       |      |
| ki       | 8        | Fernando Alonso    | Ferrari              | 37         | baleset        | 10       |      |
| ki       | 1        | Jenson Button      | McLaren-Mercedes     | 15         | baleset        | 5        |      |
| ki       | 21       | Bruno Senna        | HRT-Cosworth         | 5          | felfüggesztés  | 18       |      |
| ki       | 9        | Rubens Barrichello | Williams-Cosworth    | 0          | baleset        | 7        |      |

Megjegyzés:
- ↑ 1:  — Jaime Alguersuari eredetileg a 10. helyen ért célba, de utólag 20 másodperces időbünterést kapott kanyarlevágás miatt, így visszacsúszott a 13. helyre.

## A világbajnokság állása a verseny után
| H   | Versenyzők         | Pont | H   | Konstruktőrök        | Pont |
| --- | ------------------ | ---- | --- | -------------------- | ---- |
| 1.  | Lewis Hamilton     | 182  | 1.  | Red Bull             | 330  |
| 2.  | Mark Webber        | 179  | 2.  | McLaren-Mercedes     | 329  |
| 3.  | Sebastian Vettel   | 151  | 3.  | Ferrari              | 250  |
| 4.  | Jenson Button      | 147  | 4.  | Mercedes             | 146  |
| 5.  | Fernando Alonso    | 141  | 5.  | Renault              | 123  |
| 6.  | Felipe Massa       | 109  | 6.  | Force India-Mercedes | 58   |
| 7.  | Robert Kubica      | 104  | 7.  | Williams-Cosworth    | 40   |
| 8.  | Nico Rosberg       | 102  | 8.  | Sauber-Ferrari       | 27   |
| 9.  | Adrian Sutil       | 45   | 9.  | Toro Rosso-Ferrari   | 10   |
| 10. | Michael Schumacher | 44   | 10. | Lotus-Cosworth       | 0    |

(A teljes táblázat)

## Statisztikák
Vezető helyen:
- Lewis Hamilton: 44 (1-44)

Lewis Hamilton 14. győzelme, 6. leggyorsabb köre, Mark Webber 6. pole-pozíciója.
- McLaren 169. győzelme.